# Bomolocha bipartita
Bomolocha bipartita är en fjärilsart som beskrevs av Otto Staudinger 1892. Bomolocha bipartita ingår i släktet Bomolocha och familjen nattflyn. Inga underarter finns listade i Catalogue of Life.